# Chenay, Sarthe
Chenay är en kommun i departementet Sarthe i regionen Pays de la Loire i nordvästra Frankrike. Kommunen ligger i kantonen La Fresnaye-sur-Chédouet som tillhör arrondissementet Mamers. År 2022 hade Chenay 259 invånare.

## Befolkningsutveckling
Antalet invånare i kommunen Chenay
| Referens: INSEE |